# Veniliornis
Veniliornis là một chi chim trong họ Picidae.

## Các loài
Chi này được ghi nhận có 14 loài:
| Hình ảnh | Tên thông dụng | Tên khoa học                                     | Phân bổ                                                              |
| -------- | -------------- | ------------------------------------------------ | -------------------------------------------------------------------- |
|          |                | Veniliornis callonotus                           | Colombia, Ecuador and northern Peru                                  |
|          |                | Veniliornis dignus                               | Colombia, Ecuador, Peru, and Venezuela                               |
|          |                | Veniliornis nigriceps                            | Bolivia, Colombia, Ecuador, and Peru.                                |
|          |                | Veniliornis passerinus                           | South America east of the Andes                                      |
|          |                | Veniliornis frontalis                            | Argentina and Bolivia.                                               |
|          |                | Veniliornis spilogaster                          | Brazil, Uruguay, eastern Paraguay and northeastern Argentina.        |
|          |                | Veniliornis sanguineus                           | Guyana, Suriname, and French Guiana                                  |
|          |                | Veniliornis kirkii                               | Costa Rica south and east to Ecuador, Venezuela, Trinidad and Tobago |
|          |                | Veniliornis affinis                              | eastern Brazil and the Amazon Basin.                                 |
|          |                | Veniliornis chocoensis                           | Colombia and Ecuador.                                                |
|          |                | Veniliornis cassini                              | northern Brazil, the Guianas, Venezuela and far eastern Colombia.    |
|          |                | Veniliornis maculifrons                          | eastern Brazil.                                                      |
|          |                | Veniliornis lignarius – trước thuộc chi Picoides | southwestern South America.                                          |
|          |                | Veniliornis mixtus – trước thuộc chi Picoides    | eastern South America.                                               |